# Nemzeti Média- és Hírközlési Hatóság

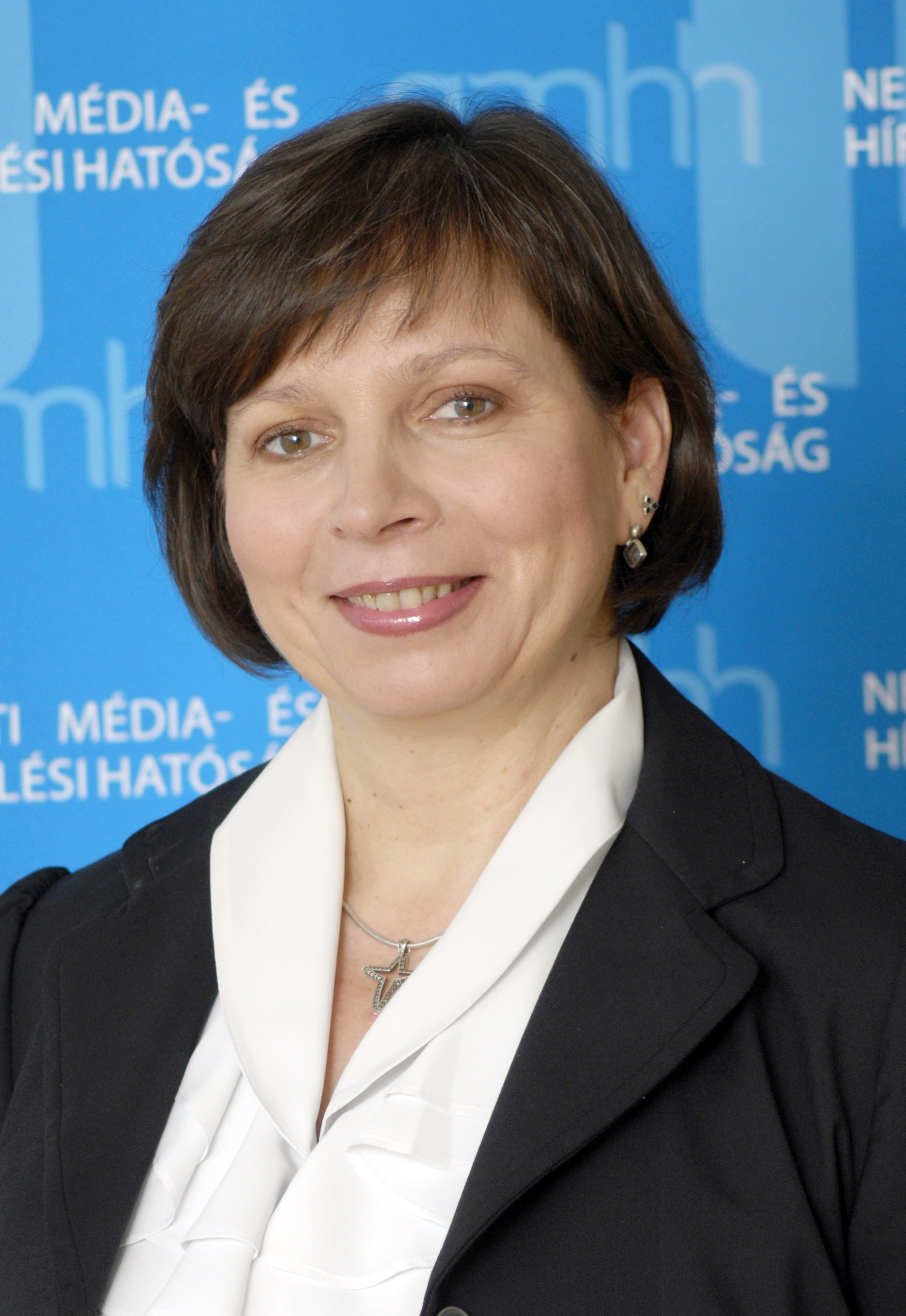
Monika Karas, Präsidentin der NMHH seit 2013

Die Nemzeti Média- és Hírközlési Hatóság (kurz NMHH; Staatliche Behörde für Medien und Nachrichtenübermittlung) ist die nationale ungarische Medien- und Kommunikationsbehörde. Sie wurde per Gesetz im August 2010 gegründet und übernahm die Funktionen der bisher getrennten Regulierungsbehörden „Országos Rádió és Televízió Testület“ (ORTT, Rundfunk) und „Nemzeti Hírközlési Hatóság“ (NHH, Telekommunikation), und erhielt zusätzliche Kontrollkompetenzen über die öffentlich-rechtlichen Medien (Hörfunk, Fernsehen und Nachrichtenagentur). Durch Verfassungsänderung (die Regierungspartei Fidesz verfügt über eine Zweidrittelmehrheit im Parlament) wurde die NMHH seit 1. Januar 2011 mit weitreichenden Kompetenzen zur „Kontrolle“ sämtlicher in Ungarn verfügbarer Medien ausgestattet. Der Behörde obliegt es nun, alle Medienbeiträge auf „politische Ausgewogenheit“ und andere inhaltliche Ausprägungen zu kontrollieren. Bei Verstößen können hohe Geldstrafen verfügt werden. Nach Meinung von Beobachtern aus dem In- und Ausland wird die Pressefreiheit in Ungarn dadurch stark eingeschränkt. Im Dezember 2011 erklärte das Ungarische Verfassungsgericht Teile der Kontrollbefugnisse für verfassungswidrig.

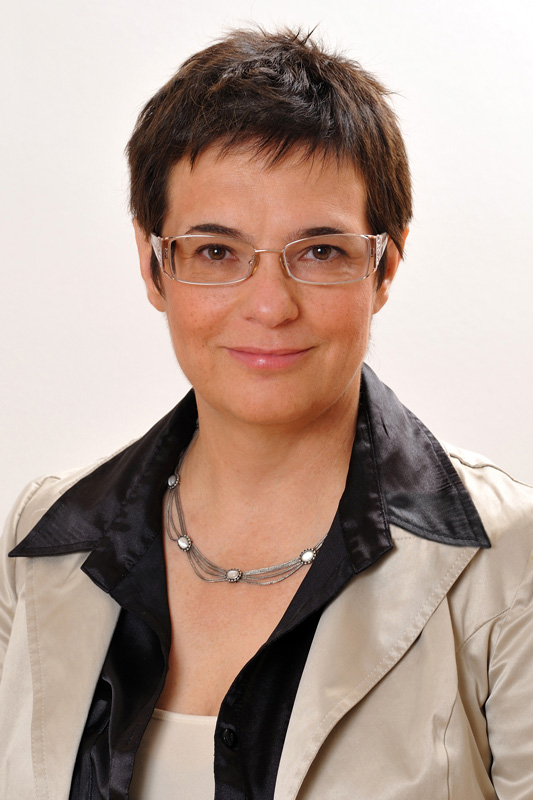
Annamária Szalai († 2013)

Annamária Szalai, die Präsidentin der Behörde, wurde von Regierungschef Viktor Orbán persönlich auf eine Amtszeit von neun Jahren, das sind über zwei Legislaturperioden, vereidigt. Dies ist insofern bedeutsam, als die Behörde selbst bei einem etwaigen Regierungswechsel bei den nächsten Wahlen weiterhin in dieser Form tätig sein kann, da die rechtlichen Grundlagen für die Arbeit der Behörde in der Verfassung verankert wurden und nur mit Zweidrittelmehrheit geändert werden können. Nach dem Tode Szalais wurde Monika Karas zur Nachfolgerin gewählt.

## Geschichte
Seit August 2010 oblag der NMHH die Kontrolle der öffentlich-rechtlichen Medien. Am 21. Dezember 2010 verabschiedete das ungarische Parlament ein neues Mediengesetz, das am 1. Januar 2011 in Kraft trat, nachdem es von Staatspräsident Pál Schmitt am 30. Dezember 2010 unterzeichnet worden war. Das Gesetz hat zur Folge, dass die NMHH nicht mehr nur, wie bisher, öffentlich-rechtliche Medienangebote kontrolliert, sondern alle Beiträge aller Anbieter in Rundfunk, Fernsehen, Presse und Onlinemedien sowie in Ungarn verfügbare ausländische Medien.
Das erste Verfahren wurde vom Medienrat der Behörde am 1. Januar 2011 noch auf Grundlage der alten Gesetzeslage eingeleitet und richtete sich gegen den Radiosender Tilos Rádió. Beanstandet wurde das Abspielen des Songs „It’s on“ von Ice-T. Nach Stellungnahme des Senders – und im Angesicht zahlreicher internationaler Medienreaktionen – stellte der Medienrat das Verfahren am 13. Januar ein.
Am 4. Januar leitete die Behörde ein Verfahren gegen den privaten Fernsehsender RTL Klub ein, da dessen Berichterstattung über einen brutalen Brudermord in einem südungarischen Dorf im Oktober 2010 angeblich „reißerisch“ und „für jugendliche Seher schockierend“ gewesen sei.

## Kompetenzen der Behörde
Die Behörde wurde per 1. Januar 2011 mit weitreichenden, zusätzlichen Kompetenzen ausgestattet. Gleichzeitig wird die Behörde nicht mehr durch einen paritätisch (also durch alle im Parlament vertretenen Parteien) besetzten Vorstand geleitet, sondern ausschließlich durch Personen, die von der Regierungspartei Fidesz ernannt wurden.
Neuerungen seit 1. Januar 2011:
- die öffentlich-rechtlichen Medienanstalten (Hörfunk, Fernsehen und Nachrichtenagentur) werden zusammengelegt und unter Aufsicht der NMHH zentraler strukturiert.
- die Behörde kann selbstständig Verordnungen erlassen, das Recht dazu wurde in der Verfassung verankert
- Wegfall des Informantenschutzes: Journalisten haben seit Jahresbeginn 2011 kein Zeugnisverweigerungsrecht mehr gegenüber ihrer Quelle, wenn davon die „nationale Sicherheit“ betroffen ist
- die Behörde darf uneingeschränkt in Redaktionen ermitteln (Wegfall des Redaktionsgeheimnisses)
- Die Behörde erhält umfangreiche Kontrollrechte über die Medien sowie die Inhalte ihrer Berichte und kann empfindliche Geldbußen (bis zu umgerechnet rund 750.000 Euro, bei Online-Medien bis zu 90.000 Euro[8][9]) verhängen, wenn:
  - „nicht politisch ausgewogen“ berichtet wird (dieser Darstellung wird vom ungarischen Außenminister János Martonyi widersprochen)
  - Medieninhalte die „nationale Sicherheit“ gefährden
  - die „Informationspflicht“ verletzt wird
- Geschäftsführer von Medien können persönlich mit Geldbußen bedacht werden. Diese können zwar vor Gericht angefochten werden, können aber auch bereits vor Prozessende in Rechnung gestellt werden.

## Organisation und Vorstand
Die nach Eigenangaben „autonom“ agierende, der Verfassung verpflichtete und der parlamentarischen Kontrolle unterworfene Behörde wird von einem fünfköpfigen Kontrollgremium geleitet. Alle fünf Mitglieder dieses Gremiums wurden jedoch durch die Regierungspartei Fidesz berufen. Die Präsidentin der Behörde, Annamária Szalai, wurde vom nationalkonservativen Ministerpräsidenten Viktor Orbán persönlich für neun Jahre, also über mehr als zwei Legislaturperioden, ernannt. Zuvor war der Vorstand der Behörde paritätisch, also durch alle im Parlament vertretenen Parteien, besetzt.

## Kontroverse

### Kritik im In- und Ausland
Die OSZE übte starke Kritik an diesen Gesetzen, die nach Meinung der OSZE-Beauftragten für Medienfreiheit, Dunja Mijatović, eigentlich aus totalitären Regimen bekannt seien. Am 30. Dezember 2010 reagierte Gergely Prőhle, früherer Botschafter Ungarns in Deutschland und damaliger Staatssekretär im ungarischen Außenministerium, im Deutschlandradio Kultur darauf und warf der internationalen Presse vor, eine missverständliche Diskussion über das neue Mediengesetz zu führen. Außerdem kündigte er an, Frau Mijatović zu einer offenen Diskussion nach Budapest einzuladen. Frau Mijatović kam am 25. Januar 2011 zu einem offiziellen Besuch nach Budapest, bekräftigte jedoch auf der Abschluss-Pressekonferenz ihre Kritik und sagte, dass ihr keine überzeugenden Beweise vorgelegt worden seien, dass sie mit ihren früheren Äußerungen falschgelegen habe.
Am 31. Dezember 2010 warnte der außenpolitische Sprecher der CSU im Europäischen Parlament, Bernd Posselt, vor vorschnellen Urteilen. Nach seiner Meinung gäbe es Staatsbehörden zur Medienkontrolle in ähnlicher Form auch in anderen Ländern. Regierungschef Viktor Orbán nannte es „bedauerlich“, dass die internationale Kritik „nichts Konkretes“ enthalte, sondern „nur Befürchtungen und Drohungen“.
Am 20. Dezember demonstrierten rund 1.500 Personen nach Online-Aufrufen, unter anderem über die Facebook-Seite Egymillióan a magyar sajtószabadságért („Eine Million Menschen für die freie Presse“), auf dem Budapester Freiheitsplatz gegen das neue Gesetz und die Einschränkung der Medien- und Redefreiheit.
Die ungarische Tageszeitung Népszabadság druckte am 3. Januar 2011 als Protest auf ihrer Titelseite den Satz „In Ungarn wurde die Pressefreiheit aufgehoben“ auf Ungarisch sowie den EU-Sprachen. Die deutsche Tageszeitung (taz) übernahm die Titelseite aus Solidarität.
Am 5. Januar 2011 widersprach der ungarische Außenminister János Martonyi Darstellungen, wonach das Mediengesetz Geldbußen wegen unausgewogener Berichterstattung vorsähe: „Es kann in diesem Fall keine Geldstrafe auferlegt werden.“ Der Herausgeber der deutschsprachigen Budapester Zeitung Jan Mainka verteidigte das Gesetz ebenfalls in seinen Artikeln und kritisierte den Inhalt und den Ton mancher deutschen Medienauffassungen. 

Hunderte ungarische Schriftsteller haben eine Protesterklärung unterschrieben: Das neue ungarische Mediengesetz stellt die Zensur wieder her, missachtet das Prinzip der Gewaltenteilung, widersetzt sich mit allen Mitteln den Grundprinzipien der Demokratie und dem Geist der Freiheit. Die mittlerweile eingestellte ungarische Zeitung Népszabadság wollte eine Verfassungsklage gegen das umstrittene Mediengesetz einreichen, da es die Grundrechte der Pressefreiheit und der freien Meinungsäußerung in unnötiger und unverhältnismäßiger Weise einschränke.

### Änderung des Gesetzes nach Kritik der Europäischen Kommission
Der Skandal um das ungarische Mediengesetz fiel mit dem Beginn der ungarischen EU-Ratspräsidentschaft 2011 zusammen. Nachdem die Europäische Kommission Bedenken wegen möglicher Verstöße gegen europarechtliche Vorgaben, speziell der EU-Richtlinie über audiovisuelle Mediendienste angekündigt hatte, erklärte sich Orbán zu einer Reform des Gesetzes bereit, falls die Kommission es beanstanden sollte. Am 21. Januar forderte die Kommission die ungarische Regierung zu verschiedenen Änderungen auf. Während die Zusammensetzung der Medienbehörde mangels einer europarechtlichen Handhabe von der Kommission akzeptiert wurde, kritisierte sie insbesondere unzulässige Einschränkungen für Medienanbieter aus anderen EU-Ländern. Anfang Februar legte die ungarische Regierung daraufhin eine neue Fassung des Mediengesetzes vor. Darin wurden unter anderem die Vorschriften zur „ausgewogenen Berichterstattung“ für Blogbetreiber abgeschafft und ausländische Medienunternehmen von den Sanktionen der Medienbehörde ausgenommen. In Anwesenheit der EU-Kommissarin Neelie Kroes hat das ungarische Parlament die Modifizierung gebilligt.

### Urteil des Ungarischen Verfassungsgerichtes
Am 19. Dezember 2011 erklärte das Ungarische Verfassungsgericht Teile des neuen Mediengesetzes für verfassungswidrig. Mit dem Grundgesetz nicht vereinbar sei, dass Journalisten ihre Quellen offenlegen und in bestimmten Fällen Informationen an die von der Regierung kontrollierte Medienbehörde weiterleiten müssen. Das Urteil, zu dem drei der 15 entscheidenden Verfassungsrichter ein abweichendes Votum abgaben, entfaltet zum Teil sofortige Wirkung, teilweise erst zum 31. Mai 2012. Die Fidesz-Fraktion kündigte als Konsequenz aus dem Urteil eine gerichtsfeste Überarbeitung der beanstandeten Regelungen an.